# 野本喜一郎
野本 喜一郎（のもと きいちろう、1922年5月8日 - 1986年8月8日）は、埼玉県加須市出身のプロ野球選手、学生野球指導者。

## 来歴
旧制の不動岡中学校（現在の埼玉県立不動岡高等学校）卒業。第二次世界大戦が勃発すると日本軍に徴兵され、中国戦線へ送られた。
不動岡中時代から野球部の投手を務めており、戦後、社会人野球のコロムビアを経て、1950年に西日本パイレーツへ入団した。1951年、西日本パイレーツと西鉄クリッパースが合併し、西鉄ライオンズと改称したが3シーズンに渡って同チームに在籍し、1953年に近鉄パールスへ移籍し、アンダースローの投手としてプロ通算18勝をあげた。同年限りで現役を引退し、その後は郷里の埼玉県に戻り上尾町（後の上尾市）で銭湯を営んでいた。 
1958年4月、共立上尾商業高等学校（現在の埼玉県立上尾高等学校）野球部の監督に就任。5年後の1963年春、第35回選抜高等学校野球大会に初出場を果たした。この後、東洋大学硬式野球部の監督を務めるも、1972年春に上尾高校監督に復帰。1984年3月まで22年間にわたって同校の監督を務め、1975年夏の第57回全国高等学校野球選手権大会では高知県の土佐高校や神奈川県の東海大相模高校などを下してベスト4進出に導くなど、春夏通じて6度の甲子園出場に導いた。
1984年4月、浦和学院高等学校の野球部監督に就任。3か年計画でチーム強化に乗り出すと、1986年夏の埼玉大会で初優勝し、第68回全国高等学校野球選手権大会への出場を決めたが、自身は健康状態の悪化のためベンチ入りは叶わなかった。その後、大会直前に監督を辞任し療養を続けていたが、開会式当日の同年8月8日に膵臓出血で亡くなった。享年64。

## 逸話
元プロ野球選手の指導者という肩書だが、教えすぎることはなく、スパルタ指導が全盛の時代にあってめずらしい、自主性を尊重する指導者だったという。高校野球の指導者になるにあたり、桐生高校で実績を残していた稲川東一郎に「全て教えてもらった」と語っている。
西日本パイレーツ時代、1950年4月21日の対中日ドラゴンズ戦（佐賀県鹿島市・祐徳国際グラウンド）にて中日投手の杉下茂にプロ初本塁打となる満塁本塁打を打たれているが、これはセントラル・リーグ初の“投手が打った満塁本塁打”の第1号でもあった。
主な教え子としてプロ野球選手では山崎裕之、会田照夫、仁村徹、鈴木健、社会人野球選手では黒須隆などがおり、アマチュア野球指導者では谷口英規（上武大）、福田治男、森士、新井浩、斉藤秀夫、高野和樹（上尾高）などがいる。

## 甲子園での監督成績
- 春：出場3回・2勝3敗
- 夏：出場3回・4勝3敗
- 通算：出場6回・6勝6敗

## 詳細情報
出典

### 年度別投手成績
| 年 度     | 球 団     | 登 板 | 先 発 | 完 投 | 完 封 | 無 四 球 | 勝 利 | 敗 戦 | セ 丨 ブ | ホ 丨 ル ド | 勝 率 | 打 者 | 投 球 回 | 被 安 打 | 被 本 塁 打 | 与 四 球 | 敬 遠 | 与 死 球 | 奪 三 振 | 暴 投 | ボ 丨 ク | 失 点 | 自 責 点 | 防 御 率 | W H I P |
| --------- | --------- | ----- | ----- | ----- | ----- | -------- | ----- | ----- | -------- | ----------- | ----- | ----- | -------- | -------- | ----------- | -------- | ----- | -------- | -------- | ----- | -------- | ----- | -------- | -------- | ------- |
| 1950      | 西日本    | 48    | 28    | 14    | 1     | 3        | 11    | 19    | --       | --          | .367  | 1149  | 262.1    | 294      | 29          | 72       | --    | 6        | 84       | 0     | 3        | 159   | 128      | 4.38     | 1.40    |
| 1951      | 西鉄      | 20    | 10    | 2     | 1     | 0        | 4     | 3     | --       | --          | .571  | 350   | 88.2     | 75       | 5           | 15       | --    | 2        | 28       | 0     | 1        | 26    | 19       | 1.92     | 1.02    |
| 1952      | 西鉄      | 29    | 5     | 0     | 0     | 0        | 2     | 3     | --       | --          | .400  | 289   | 67.0     | 72       | 4           | 21       | --    | 1        | 19       | 0     | 1        | 43    | 31       | 4.16     | 1.39    |
| 1953      | 近鉄      | 25    | 4     | 0     | 0     | 0        | 1     | 2     | --       | --          | .333  | 316   | 76.2     | 73       | 7           | 18       | --    | 1        | 19       | 0     | 0        | 35    | 21       | 2.45     | 1.19    |
| 通算：4年 | 通算：4年 | 122   | 47    | 16    | 2     | 3        | 18    | 27    | --       | --          | .400  | 2104  | 494.2    | 514      | 45          | 126      | --    | 10       | 150      | 0     | 5        | 263   | 199      | 3.62     | 1.29    |

- 各年度の太字はリーグ最高

### 記録
- 1試合14失点（1950年10月21日、セ・リーグ記録）[1]

### 背番号
- 18 （1950年）
- 14 （1951年 - 1952年）
- 13 （1953年）